# Muscle semi-épineux du thorax
Le muscle semi-épineux du thorax (ou muscle demi-épineux du dos) est un muscle pair du dos.
C'est un des muscle semi-épineux du groupe des muscles transversaires épineux.

## Description
Le muscle semi-épineux du thorax est situé en haut de la région dorsale au-dessous du muscle semi-épineux du cou.

## Origine
Le muscle semi-épineux du thorax nait du bord supérieur des processus transverses des six dernières vertèbres thoraciques.

## Trajet
Le muscle semi-épineux du thorax se dirige vers le haut.

## Insertion
Le muscle semi-épineux du thorax se termine sur les face latérales des processus épineux des quatre premières vertèbres thoraciques et des deux dernières vertèbres cervicales.

## Innervation
Le muscle semi-épineux du thorax est innervé par les rameaux médiaux des branches postérieures des nerfs spinaux.

## Action
Le muscle semi-épineux du thorax est extenseur de la colonne thoracique et par contraction monolatérale permet l'inclinaison homolatérale celle-ci.